# Turan (déesse)
Pour l’article homonyme, voir Turan.

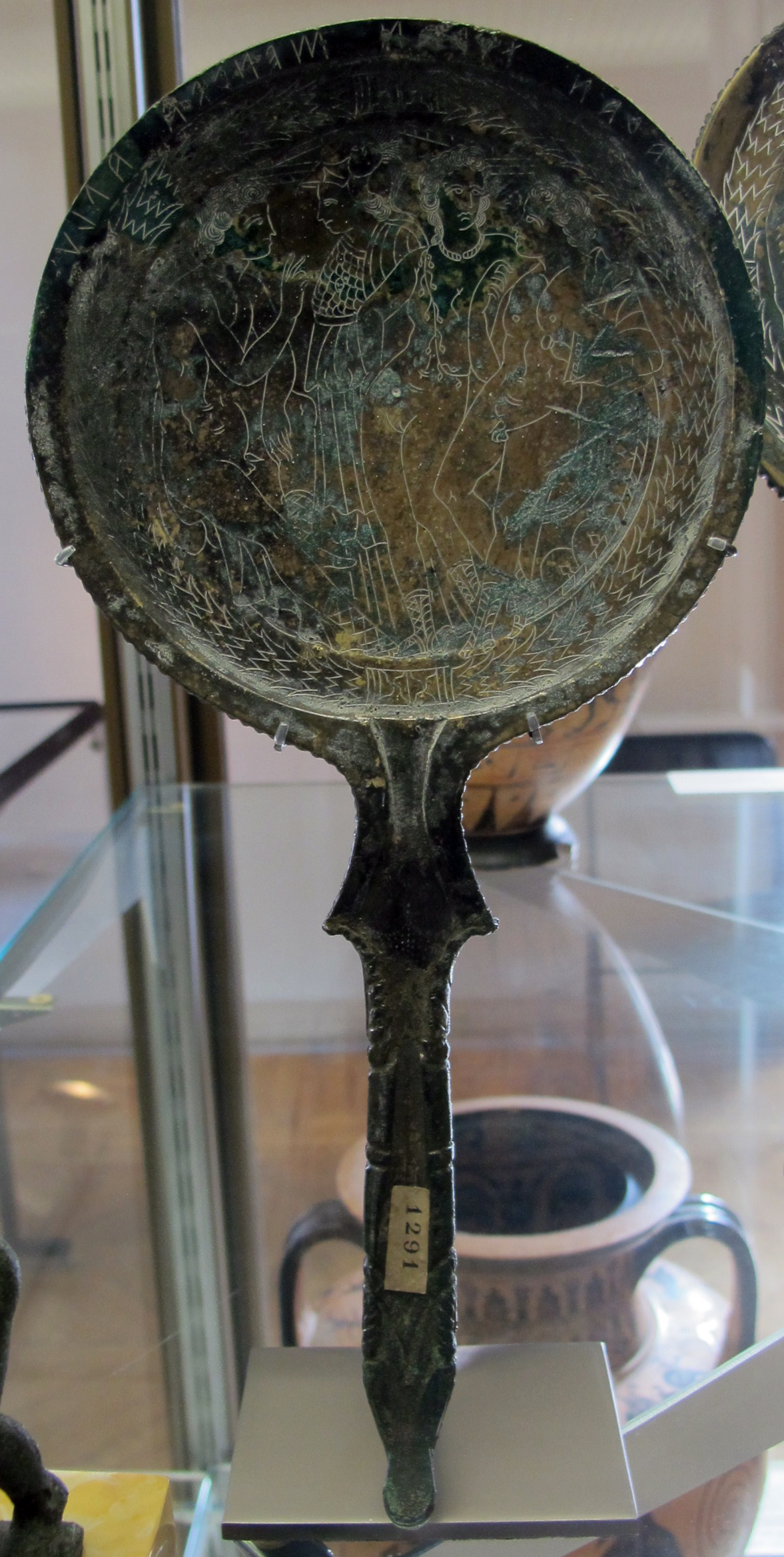
Miroir étrusque : Turan et Menrva entre Laran et Aplu.

Turan dans la mythologie étrusque est la déesse de l'amour, de la beauté, de la fécondité, de la santé et des plaisirs terrestres, à l'égal d'Aphrodite chez les Grecs et de Vénus chez les Romains, tout en présentant certaines caractéristiques étrusques originales.

## Description
Avec Uni et Menrva, elle était la divinité féminine la plus importante d'Étrurie, bien qu'elle n'apparaisse pas sur le foie de Plaisance. Elle donnait son nom à un mois calendaire correspondant au mois de juillet, mois dans lequel on retrouve les principales fêtes. Elle est associée à deux oiseaux, le cygne et la colombe, dont le vol constituait un signe transmettant un message de la divinité.

### Étymologie
Contrairement à d'autres divinités, son nom n'est pas emprunté aux Grecs ou aux Romains. Son étymologie a fait l'objet d'hypothèses. On a suggéré un rapprochement avec le mot τύραννος, d'origine préhellénique, ce qui en ferait la « maîtresse ». Une autre étymologie, qui a la préférence de beaucoup de spécialistes mais tout aussi hypothétique, serait le participe du verbe étrusque tur (donner), ce qui ferait d'elle la « dispensatrice ».

### Iconographie
Dans l'iconographie, elle apparaît seule ou en compagnie d'autres divinités : Adonis appelé Atunis par les Étrusques et Laran, l'équivalent étrusque de Mars. On la rencontre également en compagnie de personnages sans équivalent dans la religion grecque : des jeunes femmes nommées Zipna, Munθc, Mean et Alpan ou encore des nymphes appelées Lasa (les « Lases »). Sur un miroir de bronze étrusque, au revers gravé représentant le thème récurrent du jugement de Pâris, Turan est représentée assise face à ses rivales Uni et Menrva, tandis qu'Elcsntre, l'équivalent étrusque de Pâris, se tient à gauche de la scène. On la rencontre également en compagnie d'autres personnages mythologiques : les Dioscures appelés Tinas cliniar, c'est-à-dire les fils de Tina en étrusque, ou encore Hercule (Hercle en étrusque).

### Culte
Les Étrusques consacraient à Turan un des lieux de culte des plus importants dans le sanctuaire de Gravisca, l'ancien port de la cité Tarquinia. Elle était la déesse tutélaire de la cité de Vulci.